# Dorstiana dorsti
Dorstiana dorsti är en fjärilsart som beskrevs av François Louis Nompar de Caumont de Laporte 1976. Dorstiana dorsti ingår i släktet Dorstiana och familjen nattflyn. Inga underarter finns listade i Catalogue of Life.